# DDX27
DDX27‏ (DEAD-box helicase 27) هوَ بروتين يُشَفر بواسطة جين DDX27 في الإنسان.